# Эстерлис, Михаил Исаевич
Михаил Исаевич Эстерлис (4 мая 1923, Одесса — 21 мая 2008, Санкт-Петербург) — советский и российский спортивный журналист.
В 1953 году окончил отделение журналистики ЛГУ. В 1956—1967 годах работал в газете «Вечерний Ленинград», затем — в газете «Ленинградская правда» (ныне — «Санкт-Петербургские ведомости»). Публиковался также под псевдонимами: Владимир Михайлов, Михаил Исаев.
Награждён орденами Красной Звезды, Отечественной войны II степени, «Знак Почёта» (1980) и 16 медалями. Похоронен на Смоленском кладбище Санкт-Петербурга.

## Книги
- Иссурин А. И., Эстерлис М. И. Под олимпийским стягом. — Л.: Лениздат, 1980. 271 с. — 25 000 экз.
- Иссурин А. И., Эстерлис М. И. На олимпийских аренах. — Л.: Лениздат, 1989. 269, [2] с. — 5000 экз. — ISBN 5-289-00376-2.